# Peace (Eurythmics-album)
Peace er Eurythmics' comeback-album fra 1999.
Efter at have været i opløsning i nogle år valgte Annie Lennox og Dave Stewart at gendanne Eurythmics og lave et sidste album.
Dog denne gang med hjælp fra Andy Wright fra Anti-Flag.

## Numre
- 17 again – [4:55]
- I Saved the World Today – [4:53]
- Power to the Meek – [3:18]
- Beautiful Child – [3:27]
- Anything But Strong – [5:04]
- Peace Is Just a Word – [5:51]
- I've Tried Everything – [4:17]
- I Want It All – [3:32]
- My True Love – [4:45]
- Forever – [4:08]
- Lifted – [4:49]

## Medvirkende
- Annie Lennox – vokal
- Dave Stewart – guitar
- Andy Wright – keybord
- Dave Catlin-Birch – trommer
- Chucho Merchán – bas
- David Whitaker – stræng-instrumenter
- Pro Arte Orchestra of London – orkester